# Резня на Хиосе (картина)
«Резня на Хиосе» — картина Эжена Делакруа, вторая крупная работа художника. На полотне, высотой более 4 метров, изображены трагические события, произошедшие на Хиосе во время греческой войны за независимость от Османской империи 1821—1830 годов. Нападение на остров вооружённых сил Османской империи 11 апреля 1822 года и последующая оккупация привели к гибели более 20000 мирных жителей, а большую часть выживших обратили в рабство и депортировали. 
На переднем плане картины опустошения острова изображена фризообразная композиция страданий людей в нарядной колоритной одежде от военного террора, истребления и смерти. В отличие от других картин на эту тему, в «Резне на Хиосе» нет выраженного главного героя, противопоставляемого всеобщему горю и несущего луч надежды. Жизненная энергия агрессора контрастирует с отчаянием и безысходностью жертв, что позволило первым критикам попытаться уличить Делакруа в некоторой симпатии к жестокому оккупанту. Картина была закончена и представлена на Парижском салоне в 1824 году. В настоящее время находится в Лувре.

## Описание
Делакруа находился под сильным впечатлением от картины своего коллеги Теодора Жерико «Плот „Медузы“», для которой сам позировал, изображая юношу с вытянутой рукой. Пирамидальная композиция картины Жерико была позаимствована Делакруа для размещения персонажей на переднем плане «Резни на Хиосе». Неправдоподобие такого размещения Делакруа пояснял следующим образом: «Чем меньше естественности, тем больше красоты и полноты образа; все должны быть собраны вместе». Плотное скопление персонажей на переднем плане резко контрастирует с открытым бескрайним пространством, где море и суша, свет и тень плавно перетекают друг в друга. Делакруа словно отказывается от законов перспективы, как и от прорисовки облаков. Общий план создаёт эффект растворяющегося в дали пространства, без центра и границ. Теоретик искусства Генрих Вёльфлин классифицировал такую технику, как «тектоническая форма». 
По замечанию искусствоведа Элизабет Фрейзер: «Задний план словно разрезает центр композиции и проникает внутрь скопления людей». Такое построение сцены усиливает её драматизм, разбивая картину на фрагменты, поочерёдно привлекающие внимание зрителя. На среднем плане разворачивается жестокая схватка на фоне горящих поселений и выжженной земли. Морской горизонт, окрашенный унылыми земляными красками, перемежается лишь дымом, головой солдата и лошадиной гривой.

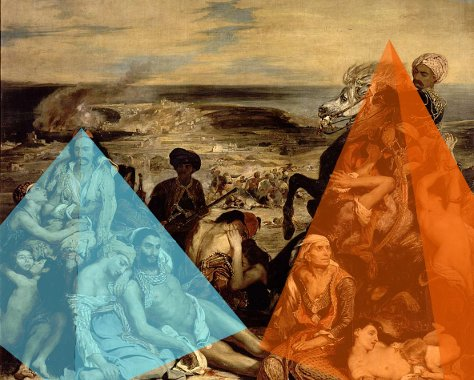
Композиционная структура из двух человеческих пирамид

Тринадцать персонажей — мужчины, женщины и дети — согнаны для казни или порабощения. Израненные и поверженные, они представлены зрителю с суровой беспощадностью на почти ровной площадке. Их размещение образует две человеческие пирамиды. На вершине левой — человек в красной феске, правой — солдат на вздыбленной лошади. Между двух пирамид видны два солдата в тени и ещё две жертвы — обнявшаяся пара молодых людей. Один из мужчин в левой пирамиде на грани смерти, второй отрешённо глядит в сторону страдающих детей, но взгляд его проходит сквозь них — он понимает, что не в состоянии защищаться. Вся левая пирамида создаёт атмосферу безнадёжной обречённости.
В отличие от левой пирамиды, правая устремлена вверх. Лошадиная грива; извивающаяся девушка, привязанная к лошади; юноша, вцепившийся в солдата; сам солдат, уверенно держащийся в седле и повелевающий своими жертвами — всё это придаёт группе динамику подъёма. У основания пирамиды сидит старуха, устремившая взгляд в небеса, справа от неё ребёнок цепляется за труп матери, чей кулак судорожно сжат. Сверху над младенцем в бесформенной кровавой массе мрачно нависает рука убитого человека.

## История создания
15 сентября 1821 года написал своему приятелю Реймону Сулье, что хотел бы получить известность картиной на тему греко-турецкой войны за независимость, выставив её в Парижском салоне. В то время Делакруа ещё не был известен, и его работы не выставлялись на обозрение публики. В итоге, он всё же начал писать «Ладью Данте», но даже к апрелю 1822 года, когда она была представлена публике, зверства на Хиосе ещё не разгорелись в полную силу. К работе над картиной о событиях на Хиосе Делакруа приступил в мае 1823 года.

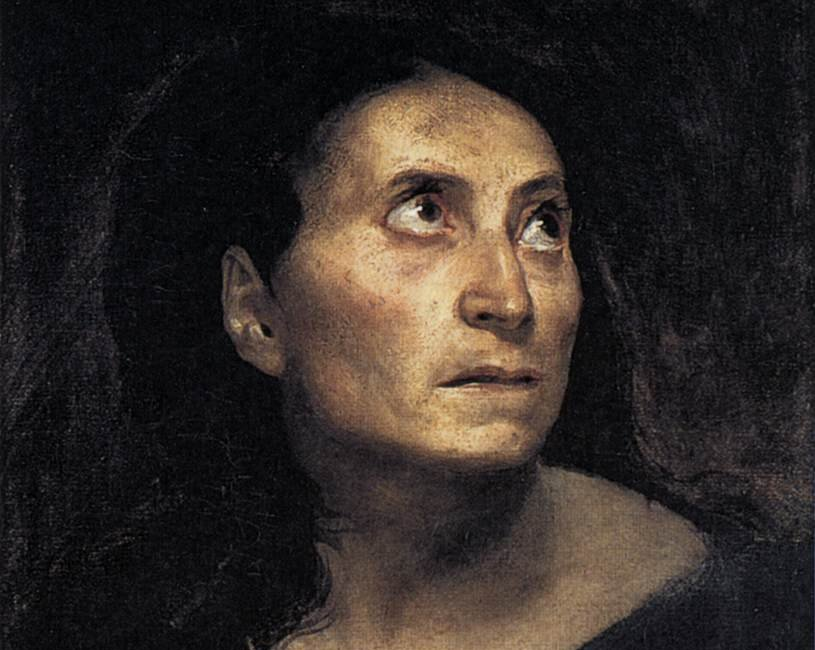
Фрагмент этюда «Женская голова», 1823.

Из многочисленных записей в дневнике Делакруа видно его желание избежать излишне мускулистых тел и академического звучания, свойственных его предыдущей работе «Ладья Данте». Два этюда, над которыми Делакруа работал в это же время — «Женская голова» и «Сирота на кладбище» — демонстрируют сочетание искусной моделировки и акцентирования контуров, которые художник постарался перенести в основную работу. Однако, окончательное исполнение персонажей в «Резне на Хиосе» оказалось менее последовательным, чем в этюдах. Например, цветовое решение умирающего человека на переднем плане сильно контрастирует с более тональной моделировкой обнажённой женщины справа и схематичной моделировкой ребёнка в стиле Веронезе.
Парижский салон 1824 года открылся в необычную для этой выставки дату — 25 августа, и картина Делакруа была представлена на нём под номером 450 с названием «Scenes des massacres de Scio; familles grecques attendent la mort ou l’esclavage, etc.» (Сцены резни на Хиосе; греческие семьи ожидают смерти или рабства, и так далее). Картина висела в одном зале с «Обетом Людовика XIII» Энгра. Демонстрация рядом двух работ с настолько различающимися подходами к выражению формы положила начало публичному соперничеству художников. Делакруа считал, что именно с этого момента он стал «объектом антипатии» Академии.
Александр Дюма писал: "Нет такой картины с группой людей... из-за которой у художников не разгорелся бы жаркий спор". И Дюма, и Стендаль считали картину изображением чумы, что отчасти было правдой. Гро, написавший «Наполеона возле больных чумой в Яффе», влияние которой заметно и в «Резне на Хиосе», называл последнюю «резнёй живописи». Энгр назвал картину образцом «лихорадки и эпилепсии» современного искусства. Анн-Луи Жироде-Триозон и Адольф Тьер отозвались о картине более лестно, и в том же году Люксембургский музей оценил картину достаточно высоко, чтобы приобрести её за 6000 франков. В ноябре 1874 года картину переместили в Лувр.